# قلعه نامق
قلعه نامق؛ نام قلعه‌ای تاریخی مربوط به پیش از حمله مغول به ایران است و در شهرستان کوهسرخ، روستای نامق واقع شده‌است.